# Momčilo Tapavica
Momčilo Tapavica (også kendt som Momcsilló Tapavicza 14. oktober 1872 – 10. januar 1949 i Pula) var en ungarsk sportsudøver som deltog under sommer-OL i Athen i 1896.
Tapavica kom på en delt tredjeplads i singleturneringen under OL 1896 i Athen. Han tabte semifinalen til Dionysios Kasdaglis som senere tabte finalen til britiske John Pius Boland. Der blev ikke spillet nogen kampe om tredjepladsen, da begge de tabende semifinalister, Tapavicza og Konstantinos Paspatis fra Grækenland, kom på en tredjeplads.
Tapavicza deltog også i vægtløftning, han kom på en sjetteplads i tohåndsløft, og brydning.